# Targonie Wielkie
Targonie Wielkie – wieś w Polsce położona w województwie podlaskim, w powiecie białostockim, w gminie Zawady.
Wierni kościoła rzymskokatolickiego należą do parafii Przemienienia Pańskiego w Zawadach Kościelnych.

## Historia
Już w 1413 r. ks. Janusz nadał Jakuszowi, Andrzejowi i Marcinowi za ich wieś Targonie w pow. ciechanowskim 40 włók na samym skraju ziemi łomżyńskiej, tuż przy granicy z W. Ks. Litewskim nad rzeką Sliną w pobliżu jej ujścia do Narwi. Powstała tu najpierw jedna osada o nazwie Slina, a później przez działy rodzinne i odsprzedaż części gruntów kilka wsi o wspólnej nazwie Targonie.
Targonie-Wity powstały na kupionej w 1445 r. przez Wita, wójta w Nowogrodzie części (12 włók) wsi Targonie. W kilku wsiach o nazwie Targonie, kupionych przez członków różnych rodów, powstało kilka rodów o jednym nazwisku Targoński, lecz o różnym pochodzeniu i o różnych herbach. Zaprzestano też' traktować jako osobne miejscowości niektóre odrębne części wsi, odrośle wsi drobnoszlacheckich, np. dawniej osobno występujące wsie. Podobnie Targonie Białe, Targonie-Okunie, Targonie-Stawiane to dziś Targonie Wielkie. Przeważnie nazwy te dalej są znane mieszkańcom tych wsi i są używane jako nazwy części wsi.
W latach 1921–1939 wieś leżała w województwie białostockim, w powiecie łomżyńskim, w gminie Chlebiotki.
Według Powszechnego Spisu Ludności z 1921 roku wieś zamieszkiwało 298 osób, 294 było wyznania rzymskokatolickiego a 4 mojżeszowego. Jednocześnie wszyscy mieszkańcy zadeklarowali polską przynależność narodową. Było tu 51 budynków mieszkalnych. Miejscowość należała do parafii rzymskokatolickiej w Zawadach. Podlegała pod Sąd Grodzki i Okręgowy w Łomży; właściwy urząd pocztowy mieścił się w m. Zawady.
W wyniku napaści ZSRR na Polskę we wrześniu 1939 miejscowość znalazła się pod okupacją sowiecką. Od czerwca 1941 roku pod okupacją niemiecką. Od 22 lipca 1941 r.  do wyzwolenia włączona w skład okręgu białostockiego III Rzeszy.
W latach 1975–1998 miejscowość administracyjnie należała do województwa łomżyńskiego.